# Comité de ética
Un comité de ética es el organismo responsable de garantizar que la experimentación médica y la investigación con seres humanos se lleven a cabo de manera ética de acuerdo con las leyes nacionales e internacionales.

## Historia
Uno de los principios éticos más fundamentales en la experimentación humana es que el experimentador no debe someter a los participantes en el experimento a ningún procedimiento que ellos mismos no estarían dispuestos a realizar. Esta idea fue codificada por primera vez en el Código de Núremberg en 1947, un código que se originó a partir de las experiencias de las víctimas de los campos de concentración nazis. Los juicios a los médicos nazis en el marco de los juicios de Nuremberg demostraron que torturaron y asesinaron a víctimas en experimentos sin valor científico, por lo que varios de ellos fueron condenados a morir ahorcados. A partir del desarrollo del Código de Núremberg, se estableció que no debían realizarse experimentos que sean peligrosos para los sujetos, a menos que los experimentadores también estén dispuestos a participar. El Código de Núremberg ha influido en los códigos de práctica de experimentos médicos en todo el mundo. También ha permitido identificar aquellos casos notables por no seguir el Código, como el famoso caso del experimento de sífilis de Tuskegee.
Otro principio ético es que los voluntarios deben poder obtener algún beneficio de la investigación, incluso si eso es sólo una remota posibilidad futura de encontrar un tratamiento para una enfermedad que tienen pocas posibilidades de contraer. A veces se realizan pruebas de medicamentos experimentales en pacientes que padecen una enfermedad intratable. Si el investigador no tiene esa condición, entonces no puede haber ningún beneficio posible para él personalmente. Por ejemplo, Ronald C. Desrosiers, al responder a por qué no había probado en sí mismo una vacuna contra el SIDA que estaba desarrollando, dijo que él no corría riesgo de contraer el SIDA, por lo que no podía beneficiarse de ella.
Un elemento importante de la supervisión de un comité de ética es garantizar que se haya otorgado consentimiento informado de los sujetos. El consentimiento informado es el principio de que los voluntarios en el experimento deben comprender completamente el procedimiento que se va a llevar a cabo, ser conscientes de todos los riesgos involucrados y dar su consentimiento para participar en el experimento de antemano. El principio del consentimiento informado se promulgó por primera vez en la investigación del ejército estadounidense sobre la fiebre amarilla en Cuba en 1901. Sin embargo, no había ninguna orientación general u oficial en este momento. Así siguió siendo hasta que se hizo referencia al programa contra la fiebre amarilla en la redacción del Código de Nuremberg. Esto fue desarrollado aún más en la Declaración de Helsinki en 1964 por la Asociación Médica Mundial, que desde entonces se ha convertido en la base de las directrices de los comités de ética.
La convocatoria de comités de ética para aprobar el protocolo de investigación en experimentos con humanos se incluyó por primera vez en las directrices internacionales en la primera revisión de la Declaración de Helsinki (Helsinki II, 1975). En 1996, en la cuarta revisión de la Declaración, surgió una controversia alrededor de los ensayos con placebo en países en desarrollo. Se afirmó que los ensayos estadounidenses del medicamento zidovudina contra el VIH  en la India incumplían este requisito. Esto llevó a la Administración de Alimentos y Medicamentos de Estados Unidos a dejar de incorporar nuevas revisiones de Helsinki y referirse en su lugar a la revisión de 1989.
Los comités de ética también son un requisito en las Directrices Éticas Internacionales para la Investigación Biomédica con Seres Humanos, elaboradas por el Consejo de Organizaciones Internacionales de Ciencias Médicas (CIOMS), un organismo creado por la Organización Mundial de la Salud. Publicadas por primera vez en 1993, las directrices del CIOMS no tienen fuerza legal, pero han influido en la redacción de regulaciones nacionales para los comités de ética. Las directrices COIMS se centran en la práctica en los países en desarrollo.